# Kanton Albi-Nord-Ouest
Der Kanton Albi-Nord-Ouest war von 1973 bis 2015 ein französischer Wahlkreis im Albi, im Département Tarn der Region Midi-Pyrénées. Hauptort war Albi.

## Gemeinden
Der Kanton bestand aus einem Teil der Stadt Albi (angegeben ist die Gesamteinwohnerzahl, im Kanton lebten etwa 8.200 Einwohner) und folgende sechs Gemeinden:
| Gemeinde            | Einwohner Jahr | Fläche km² | Bevölkerungsdichte | Code INSEE | Postleitzahl |
| ------------------- | -------------- | ---------- | ------------------ | ---------- | ------------ |
| Albi                | 49.342 (2013)  | –          | – Einw./km²        | 81004      | 81000        |
| Cagnac-les-Mines    | 2.353 (2013)   | –          | – Einw./km²        | 81048      | 81130        |
| Castelnau-de-Lévis  | 1.561 (2013)   | –          | – Einw./km²        | 81063      | 81150        |
| Mailhoc             | 255 (2013)     | –          | – Einw./km²        | 81152      | 81130        |
| Milhavet            | 87 (2013)      | –          | – Einw./km²        | 81166      | 81130        |
| Villeneuve-sur-Vère | 478 (2013)     | –          | – Einw./km²        | 81319      | 81130        |
| Sainte-Croix        | 374 (2013)     | –          | – Einw./km²        | 81326      | 81150        |